# Chruplavník
Chruplavník (Polycnemum) je malý rod z čeledě laskavcovitých kde je řazen do podčeledě Polycnemoideae. V České republice vyrůstají dva jeho druhy chruplavník rolní a chruplavník větší, oba kriticky ohrožené. Na počátku 20. století se v Česku ještě vyskytoval chruplavník Heuffelův který je v současnosti považován za nezvěstný.

## Výskyt
Areál výskytu rodu chruplavník je poměrně rozsáhlý, Evropa, Střední Asie, Afrika a Severní Amerika, objevuje se ale na místech od sebe dost vzdálených. Osídluje otevřená písčitá, štěrkovitá nebo skalnatá místa kde je nízká konkurence okolních rostlin. Jednotlivé druhy se od sebe odlišují preferencemi půdních podmínek, některé žádají stanoviště s půdou spíše vlhčí a kyselou, jiné se sušší a zásaditou.

## Popis
Rod zahrnuje byliny i polokeře, rostliny jednoleté i vytrvalé které jsou poléhavé, vystoupavé nebo vzpřímené. Listy jsou střídavé, přisedlé, čárkovité, trojúhelníkovitého průřezu a mají ostrou špičku. Z paždí listenů podobných listům vyrůstají jednotlivě oboupohlavné květy se dvěma blanitými listenci na krátké květní stopce.
Květ je tvořen pěti volnými, suchomázdřitými, trvalými, hnědavými neb zelenavými okvětní lístky. Obsahuje většinou jednu až tři tyčinky na bázi prstencovitě srostlé a obvejčitý semeník s dvěma přisedlými bliznami. Květy jsou opylovány větrem. Plodem je podlouhlá nažka s blanitým anebo kožovitým oplodím často obalená okvětím. Počet chromozomů je x = 9.

## Taxonomie
U rodu chruplavník není taxonomie ještě ustálena, obvykle se rod dělí do těchto pěti druhů:
- chruplavník bradavičnatý (Polycnemum verrucosum) Láng
- chruplavník Fontanesův (Polycnemum fontanesii) Durieu & Moq.
- chruplavník Heuffelův (Polycnemum heuffelii) Láng
- chruplavník rolní (Polycnemum arvense) L.
- chruplavník větší (Polycnemum majus) A. Braun

## Ústup
Je zjištěno, že v minulosti byl rod chruplavník co do počtu druhů bohatší a vyskytoval se v Evropě na více místech než nyní. Ve 20. století bylo zaznamenáno jak plošné mizení vhodných stanovišť, tak i snižování celkového počtů kvetoucích rostlin.